# Хроностратиграфија
Хроностратиграфија (грч. χρόνος chrónos = време; стратиграфија) је геолошка дисциплина која се бави утврђивањем апсолутне старости фосилних остатака и стена као и утврђивањем временског следа геолошке историје Земље. Хроностратиграфија старост утврђује на основу времена полураспада радиоактивних елемената у Земљиној кори.
Крајњи и основни смисао стратиграфске класификације је смештање различитих литостратиграфских и биостратиграфских јединица у јасан временски оквир у међусобној корелацији за шта је послужила хроностратиграфија.
Тежиште литостратиграфског и биостратиграфског система је корелација између нових слојева и стратотипа (првог описаног профила) односно типског локалитета (где се налази стратотип или је описана јединица), док је задатак хроностратиграфије корелација између различитих више или мање истих целина. Повезивањем таквих целина добијају се хроностратиграфске јединице као делови наслага које одговарају неком временском распону. Иако се и приликом формирања хроностратиграфске јединице полази од неког стратотипа она обухвата све стене литосфере које су настале у истом добу.

## Хроностратиграфске јединице
| Еонотема  |
| Ератема   |
| Систем    |
| Одсек     |
| Кат       |
| Хронозона |

## Разлика између геохронологије и хроностратиграфије
Потребно је разликовати хроностратиграфске и геохронолошке јединице. Хроностратиграфске јединице се односе на геолошки материјал, па је коректно рећи "фосилни остаци тираносауруса пронађени су у горњекредној серији". Геохронолошке јединице се односе на време, па је коректно рећи "тираносаурус је живео крајем креде".